# Фактор свёртывания крови VII
Фактор свёртывания крови VII (синоним проконвертин) — белок γ—глобулин, профермент (протеаза). Играет важную роль в процессах свёртывания крови.
Данный фактор продуцируется в печени. Для его синтеза необходим витамин K.
Основной физиологической ролью проконвертина является активация фактора свёртывания крови X. Совместно с тканевым тромбопластином он образует комплекс, который переводит фактор свёртывания X из неактивной в активную форму. Активированный фактор X в свою очередь участвует в процессах активации протромбина и переходе его в тромбин.